# Sofielunds IF
Sofielunds IF var en fotbollsklubb från Malmö. Klubben grundades 24 februari 1923. Vid grundandet fanns sektioner för Friidrott, gymnastik samt bordtennis. Sista året föreningen deltog i seriespel var i Division 6 Skåne sydvästra A.
Under klubbens första år spelade föreningen vänskapsmatcher och serier som man skapat tillsammans med andra lokala föreningar.

## Arenor
Planbristen i Malmö på 1920-talet medförde att Sofielund spelade under sina tre första år sina hemmamatcher i Rörsjöparken. 
1926 flyttade klubben till Malmö IP och fick uppföra en materialbod.

## Meriter
- Malmömästerskapet: 1937, 1938, 1962